# Ulrich Pogoda
Ulrich Pogoda (* 31. Juli 1954 in Wittichenau, sorbisch Kulow) ist ein sorbischer Komponist und Musikredakteur.
Pogoda erhielt seinen Musikunterricht zunächst an der Musikschule in Hoyerswerda (sorb. Wojerecy). Nach einem Sportstudium und der Ausbildung zum Bauingenieur wandte sich Pogoda 1979 ganz der Musik zu und studierte an der Musikhochschule in Weimar und am Konservatorium in Cottbus (sorb. Chóśebuz). 1985 wurde er Musikredakteur beim niedersorbischen Rundfunk, derzeit Studio Cottbus des RBB. Pogoda erhielt den Preis der Domowina für Komposition und wurde 1994 Preisträger des 1. Brandenburgischen Kompositionswettbewerbs für Streichorchester. 1999 gewann er ein Stipendium für die Villa Massimo in Rom.
Pogodas Schaffen umfasst verschiedene musikalische Gattungen, darunter Vokalmusik und ein Musical. Als kompositorisches Ausgangsmaterial verwendet Pogoda diatonische Tonleitern, aus denen er verschiedene Motive, polyphone und akkordische Strukturen ableitet. Daneben verwendet er auch traditionelle Kompositionsverfahren. Am bekanntesten ist das vielfach aufgeführte zweisätzige Konzert für Klavier und Orchester. Pogoda wirkt auch als Organisator des sorbischen Musiklebens.

## Werke
- Marionettentänze - Capriccio op. 1 für Streichquartett (UA: 1989)
- Fantasia von colore für Altsaxophon und Streichquartett op. 3 (UA: 1996)
- Zwölf Monate - Zyklus für Klavier op. 5 (UA: 1993)
- Adagio für Flöte, 2 Violinen und Klavier op. 12 (UA: 1996)
- Im Zauberwald für Flöte, 2 Violinen und Klavier (UA:1996)
- Drei poetische Bilder für Mezzosopran, Bariton, Violoncello und Klavier, (UA: 1996)
- Fetzer - Ein Jugendstück, Musical für Jugendchor und Schülerorchester (1997)
- Konzert für Klavier und Orchester op. 20 (1997/98, UA: 1999)
- Di sera a Roma für Klavier op. 21 (UA: 1999)
- Zymski lěs (Winterwald), Konzertantes Lied für mittlere Gesangsstimme und Orchester, Text: Mina Witkojc (2000)
- Sinfonisches Poem - Maria Grollmuß für Orchester (2000/01)
- Concerto saxofonica für Altsaxophon und Orchester (2001)
- Serbska reja (Sorbischer Tanz) für Orchester (2002)
- Stufen, Konzertantes Lied für Sopran und Orchester, Text: Hermann Hesse (2002)
- Quartetto con moto für Streichquartett
- A little story für Violine und Klavier
- Introtropical für Flöte und Klavier (UA: 2002)
- Zognowanje für Terzett und Klavier (UA: 2003)
- Toccata con spirito für Orgel (UA: 2004)
- Hommage à KW für Orgel (UA: 2005)
- Sieben nicht nur auf einen Streich für Streichorchester (UA: 1994)
- Drei Monologe für Flöte und Klavier (UA: 1997)
- Acht Segmente für Sprecher und Orchester (Nach Bruchstücken aus dem Roman "Bild des Vaters" von Jurij Bresan) (UA: 2001)
- Psalmfantasie Nr. 1 für Orgel "Denn Du bist mein Fels..." (Psalm 31/4) (UA: 2005)
- Psalmfantasie Nr. 2 für Orgel "Der Herr ist mein Licht und mein Heil" (Psalm 27/1) (UA: 2005)
- Hand-lungen für Klarinette Solo (UA: 1999)
- Ora pro nobis für Klarinette und Orgel (UA: 1996)
- Premenjene roze - Verwandelte Rosen, Zyklus für mittl. Gesangsstimme und Klavier (UA: 2001)
- Ballade für Bläserquintett - Frühling für die Kinder von Bosnien (UA: 1993)
- Fünf submodale Skizzen für Oboe und Violine (UA: 1996)
- Paso doble quasi noble für Klarinettenquartett (UA: 1996)
- Submodales Intermezzo für Klarinettentrio (UA: 1996)
- Zwei Miniaturen für Klarinettenquartett (UA: 1995)
- Romance für Flöte und Gitarre (UA: 1996)
- Sonate für Violine und Klavier (UA: 2000)
- Meditativo für Flöte, Violoncello und Klavier (UA: 2001)
- Konturen einer Landschaft für Flöte, Harfe, Percussion und Klavier (UA: 2004)
- The Talk Of Strings And Tongues für Violine, Akkordeon und Gitarre (1993)
- Maceri (Der Mutter) für Chor und Streichorchester (2003)
- Humoreske für Viola, Violoncello und Klavier (UA: 1993)
- Fughetta maestoso für Orgel(im alten Stil)(UA: 2003)
- Cottbuser Parkeisenbahn für Akkordeonorchester (UA: 2004)